# Gelis balteatus
Gelis balteatus är en stekelart som först beskrevs av Cameron 1905.  Gelis balteatus ingår i släktet Gelis och familjen brokparasitsteklar. Inga underarter finns listade i Catalogue of Life.